# Hyde Park Barracks (Londres)
Pour les articles homonymes, voir Hyde Park Barracks.
Les Hyde Park Barracks (« casernes de Hyde Park ») se trouvent à Knightsbridge, dans le centre de Londres, à l'extrémité sud de Hyde Park. Elles sont parfois connues sous le nom de Knightsbridge Barracks et ce nom est encore parfois utilisé de manière informelle.
Cette caserne se trouve à un peu plus d'un kilomètre du palais de Buckingham, ce qui permet aux officiers et aux soldats de la Household Cavalry d'être disponibles rapidement en cas d'urgence au palais.
À partir de 1970, une partie de la caserne est transformée en un immeuble de grande hauteur par l'architecte Basil Spence.

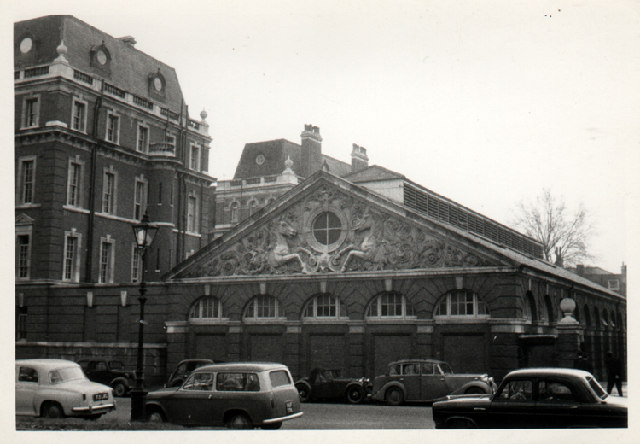
En 1959.
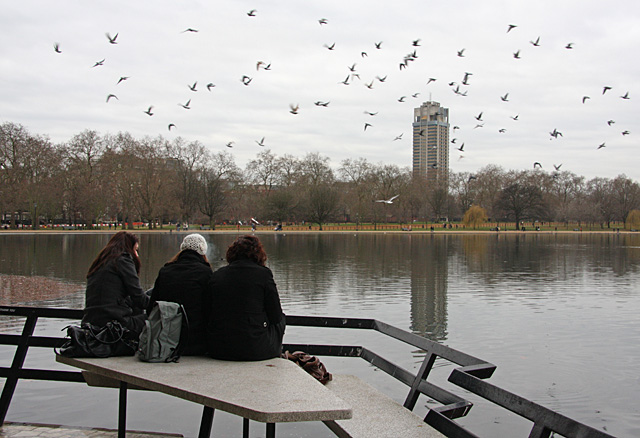
Les Hyde Park Barracks en arrière-plan.
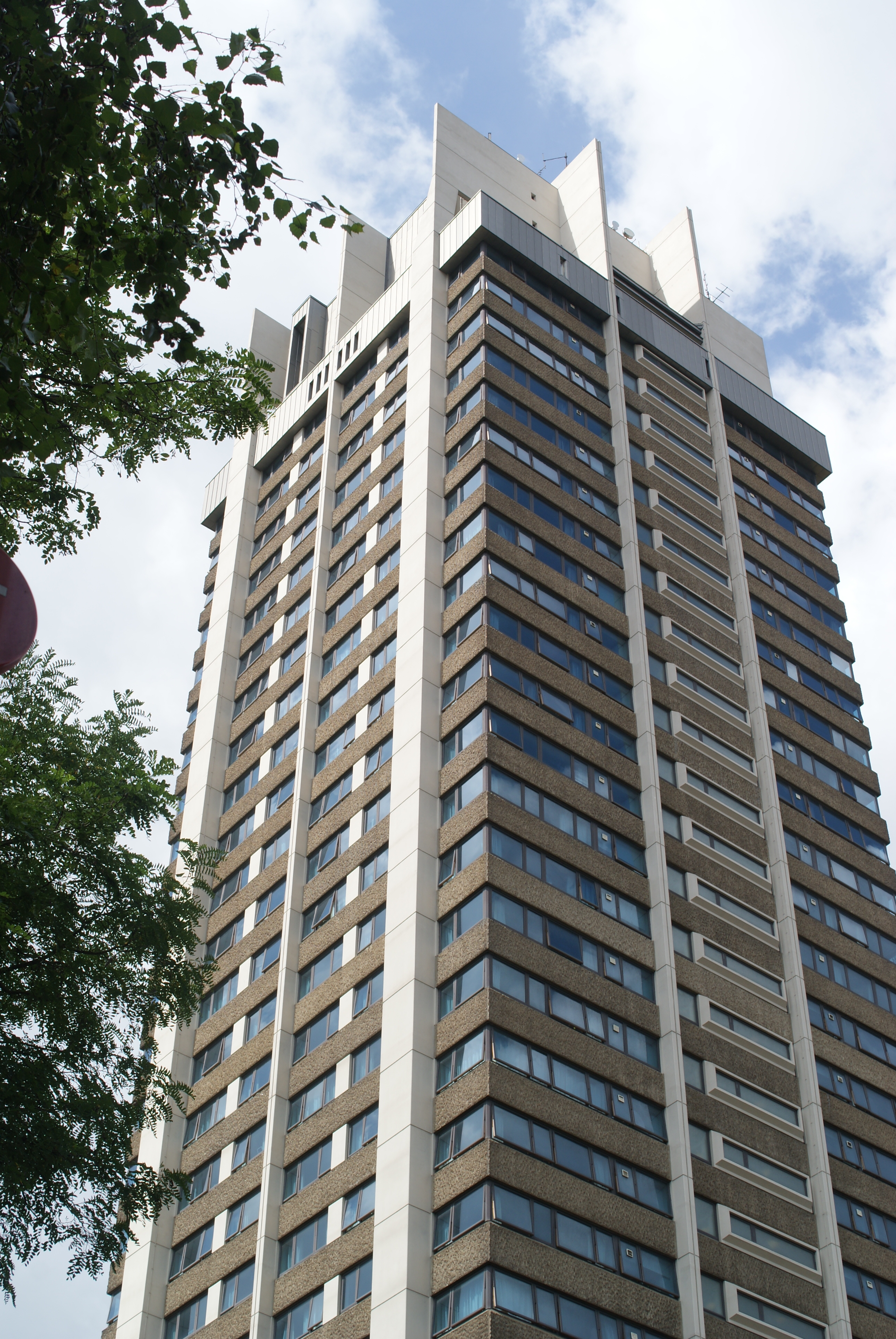
L'immeuble de Basil Spence.